# Міннесота (річка)
Міннесо́та (англ. Minnesota) — права притока річки Міссісіпі у штаті Міннесота, США. Довжина річки становить 534 км. Площа її басейну — близько 44 000 км², з яких 38 200 км² у Міннесоті та 5 200 км² в Південній Дакоті і Айові.

## Географія
Річка бере початок на південному заході штату Міннесота на озері Біг Стоун і тече на південний схід до Манкато, після чого повертає на північний схід.
Долина річки є місцем зародження і центром консервної промисловості у Міннесоті.
19 червня 1852 року Конгрес Сполучених Штатів, діючи на прохання територіального законодавчого органу штату Міннесота, затвердив поточну назву річки як офіційну і наказав усім установам федерального уряду використовувати цю назву при кожній її згадці.